# Tapis de Senneh
 (juillet 2016).
Le tapis de Senneh est un type de tapis persan.
Il semble que le tapis de Senneh, d'une incroyable finesse, soit apparu à l'époque de Nader Shah, après que les notables nouvellement installés eurent fait produire des tapis plus fins dans les ateliers de la vill

## Description
Les tapis Senneh sont noués main dans la province du Kurdistan, à l’ouest de l’Iran, dans les environs de la ville de Sanandaj, autrefois appelée Senneh.
Dans le domaine du tapis on continue d’utiliser son ancien nom Senneh.
Le décor est composé la plupart du temps d'un médaillon central en forme d’hexagone, et du motif « Herati » , dessin traditionnel de la ville de Hérat en Afghanistan, représentant des feuilles et des fleurs. 
Le nœud turc, technique de nouage typique des régions caucasiennes et turques, confère au tapis Senneh une grande solidité et des motifs d’une grande précision.
Les motifs les plus courants sont l'hérati et le boteh qui peuvent tapisser tout le fond. On trouve aussi le décor à médaillon central (médaillon clair sur fond bleu foncé) et le motif dit gol-e mirza ali, « fleur de mirza ali ».
La bordure est classique (une bande centrale, deux bandes secondaires) et décorée de motifs hérati, très linéaires. On trouve aussi des boteh de bordure et des fleurs enfermées dans des compartiments.
Le tapis de Senneh est fabriqué soit dans des couleurs sombres comme les bleu foncé ou rouge bordeaux soit dans des tons clairs et brillants, tels que l'ivoire et le jaune ; les couleurs étant toujours harmonieusement accordées.